# Augustine Boakye
Augustine Boakye (* 3. November 2000 in Bompata) ist ein ghanaischer Fußballspieler.

## Karriere
Boakye spielte ab der Saison 2018 für die West African Football Academy in der Premier League. In seiner ersten Spielzeit kam er zu zwölf Einsätzen in der höchsten ghanaischen Spielklasse. In der Saison 2019/20 absolvierte der Offensivspieler zehn Partien. In der Saison 2020/21 kam er zu 29 Einsätzen in der Premier League, in denen er neun Tore erzielte.
Im August 2021 wechselte Boakye zum österreichischen Bundesligisten Wolfsberger AC, bei dem er einen bis Juni 2025 laufenden Vertrag erhielt. Für Wolfsberg kam er in drei Jahren zu insgesamt 41 Einsätzen in der Bundesliga, in denen er zwölf Tore erzielte.
Zur Saison 2024/25 wechselte Boakye nach Frankreich zur AS Saint-Étienne, bei der er einen bis 2028 laufenden Vertrag erhielt.